# البحث عن رشدي (فلم)
البحث عن رشدي يوثق الفيلم رحلة المخرج أحمد نادر للبحث عن رشدي أحد مصوري الشواطئ في الإسكندرية والذي التقط صورة لوالده في سبعينيات القرن الماضي ومثلت الخدعة البصرية التي تحتوي عليها الصورة حافزا قويا له للبحث عن هذا المصور الذي يبدو انه أكثر من مجرد مصور شاطئ، تصحب الكاميرا مخرج الفيلم أثناء رحلة بحثه لتسجل كل ما يقوم به ولتكشف شيئا فشيئا عالم مصوري شواطئ الإسكندرية المندثر، ينتقل الفيلم بين عدد من الفصول أبطالها هم مصوري الشواطئ وأصحاب الإستديوهات لنتعرف على تاريخ وحكاية هذه المهنة.

## وصلات خارجية
- مقالات تستعمل روابط فنية بلا صلة مع ويكي بيانات